# Moonlight & Valentino
Moonlight & Valentino è un film del 1995 tratto dalla commedia teatrale semiautobiografica di Ellen Simon.
Nel cast anche il rocker Jon Bon Jovi, qui al suo debutto cinematografico.

## Trama
Rebecca, giovane insegnante dalla vita agiata, rimane improvvisamente vedova, quando una mattina il marito Ben viene investito da un'auto mentre fa jogging. Rimasta sola con il suo dolore nella sua grande casa, a consolarla arrivano l'amica e vicina Sylvie, la sorella minore Lucy e l'ex matrigna Alberta. Sylvie, ironica donna di colore, sta cercando di risollevare il suo matrimonio con il marito bianco Paul da tempo in crisi, Lucy è una ragazza autodistruttiva, che veste sempre di nero e che ha un rapporto conflittuale con Alberta, la sua ex matrigna, cinica donna in carriera. Le quattro donne assieme vivono un momento di grande cambiamento, aiutandosi ad eliminare i pesi che hanno sul cuore alla ricerca della serenità. L'arrivo di un affascinante imbianchino porterà una ventata di novità.

## Colonna sonora
Nel film è presente la canzone Dreamer di Toni Childs.